# MHC Zutphen
De Mixed Hockeyclub Zutphen is een Nederlandse hockeyclub uit Zutphen. De hockeyclub werd opgericht op 12 november 1907 in Eefde en is de oudste club uit het oosten van Nederland. Overal zijn verwijzingen te vinden naar de oorsprong, De Boedelhof.De club speelde in de jaren '20 en 30 in de Eerste klasse Oost met zowel de heren als de dames. Sinds 2004 is de club gevestigd op sportpark Zuidveen.
Heren 1 speelt sinds seizoen 2014/2015 in de 3e klasse. Ook Dames 1 speelt in de 3e klasse en heeft een stevige positie in het midden.
Via social media #mhc_zutphen, fb maar ook op www.mhczutphen.nl is veel actuele informatie te vinden over de club. 
Organisatie: het is een vereniging met een bestuur dat bestaat uit 5-9 bestuursleden, een Technische Commissie en Arbitragecommissie. Naast deze groepen zijn captains en barhoofden actief om de wedstrijden op zaterdagen in goede banen te leiden.
Trainers en technisch coördinatoren zorgen voor een goed gevarieerd trainingsaanbod, zodat leden de technieken goed onder de knie krijgen. 